# Humayun (film)
Pour l’article homonyme, voir Humayun.
Pour plus de détails, voir Fiche technique et Distribution.
Humayun est un film indien réalisé par Mehboob Khan, sorti en 1945.

## Fiche technique
- Titre français : Humayun
- Réalisation : Mehboob Khan
- Scénario : Agha Jani Kashmiri
- Pays d'origine : Inde
- Format : Couleurs - 35 mm - Mono
- Genre : drame, historique
- Durée : 118 minutes
- Date de sortie : 1945

## Distribution
- Ashok Kumar : Badshah Naseerudin Humayun
- Veena (en) : Rajkumari
- Nargis : Hamida Bano
- Chandra Mohan : Rajkumar Randhir
- Shah Nawaz : Badshah Babar
- K.N. Singh : Jai Singh